# 卡羅萊納箱龜
卡羅萊納箱龜（學名：Terrapene carolina）是箱龜屬的模式種，有6個亞種，從美國東部到加拿大及墨西哥都有分佈，其最典型的特徵就是它“箱子”狀的殼。
卡羅萊納箱龜基本是陸生的，食性很雜，極其長壽。由於人類活動導致的破壞，其數量在不斷下降。同時它也是美國三個州的州爬行動物。

## 分類
Terrapene carolina是由卡爾·林奈在1758年首次描述的。它是箱龜屬的模式種，其亞種數量是該屬下最多的，而其中最常見的則是東部箱龜，亦是由林奈描述。直到19世紀時，其他5個亞種才被分到該種下。此外還有一個滅絕種。
亞種
| 地區   | 名稱         | 學名                                 | 分類者      | 年份 |
| ------ | ------------ | ------------------------------------ | ----------- | ---- |
| 美國   | 東部箱龜     | Terrapene carolina carolina          | (Linnaeus)  | 1758 |
| 美國   | 佛羅里達箱龜 | Terrapene carolina bauri             | Taylor      | 1895 |
| 美國   | 灣岸箱龜     | Terrapene carolina major             | (Agassiz)   | 1857 |
| 美國   | 三趾箱龜     | Terrapene carolina triunguis         | (Agassiz)   | 1857 |
| 墨西哥 | 墨西哥箱龜   | Terrapene carolina mexicana          | (Gray)      | 1849 |
| 墨西哥 | 猶加敦箱龜   | Terrapene carolina yucatana          | (Boulenger) | 1895 |
| 北美   | 無常用名     | Terrapene carolina putnami（已滅絕） | O.P. Hay    | 1906 |

^  注解1：用括號標記的分類者最初將該亞種分在了其他的屬下

## 描述
卡羅萊納箱龜之所以稱為“箱”龜，是因其背殼高高拱起、大型可折叠的腹甲可保證其整個身體都縮在殼內。其背殼是褐色的，常綴有橙色或黃色條紋、斑點。腹甲則顏色一致，可能有深色斑點。
卡羅萊納箱龜頭部相對較小，有鉤狀頜。大多數成年雄性個體的虹膜都是紅色的，雌性則是淺黃褐色。同時雄性後肢爪更短粗彎曲，尾巴也更粗更長。
現存的各個亞種之間表面區別甚微，後肢有三或四個趾。只有三趾箱龜大多數成年雄性個體的鮮紅色頭部特別容易分辨。
| 東部箱龜 | 佛羅里達箱龜 | 灣岸箱龜   |
| -------- | ------------ | ---------- |
|          |              |            |
| 三趾箱龜 | 墨西哥箱龜   | 猶加敦箱龜 |
|          |              |            |

## 分佈
卡羅萊納箱龜生活在開闊的林地、沼澤草甸、氾濫平原以及灌木叢生的草原地帶。
在美國緬因州、密歇根州到德克薩斯州、佛羅里達州都有這種龜的蹤跡。加拿大南部的安大略省以及墨西哥灣及尤卡坦半島也有發現。三個美國亞種東部箱龜、灣岸箱龜和佛羅里達象龜的分佈區域大致正如其名。三趾箱龜發現於美國中部。

## 習性

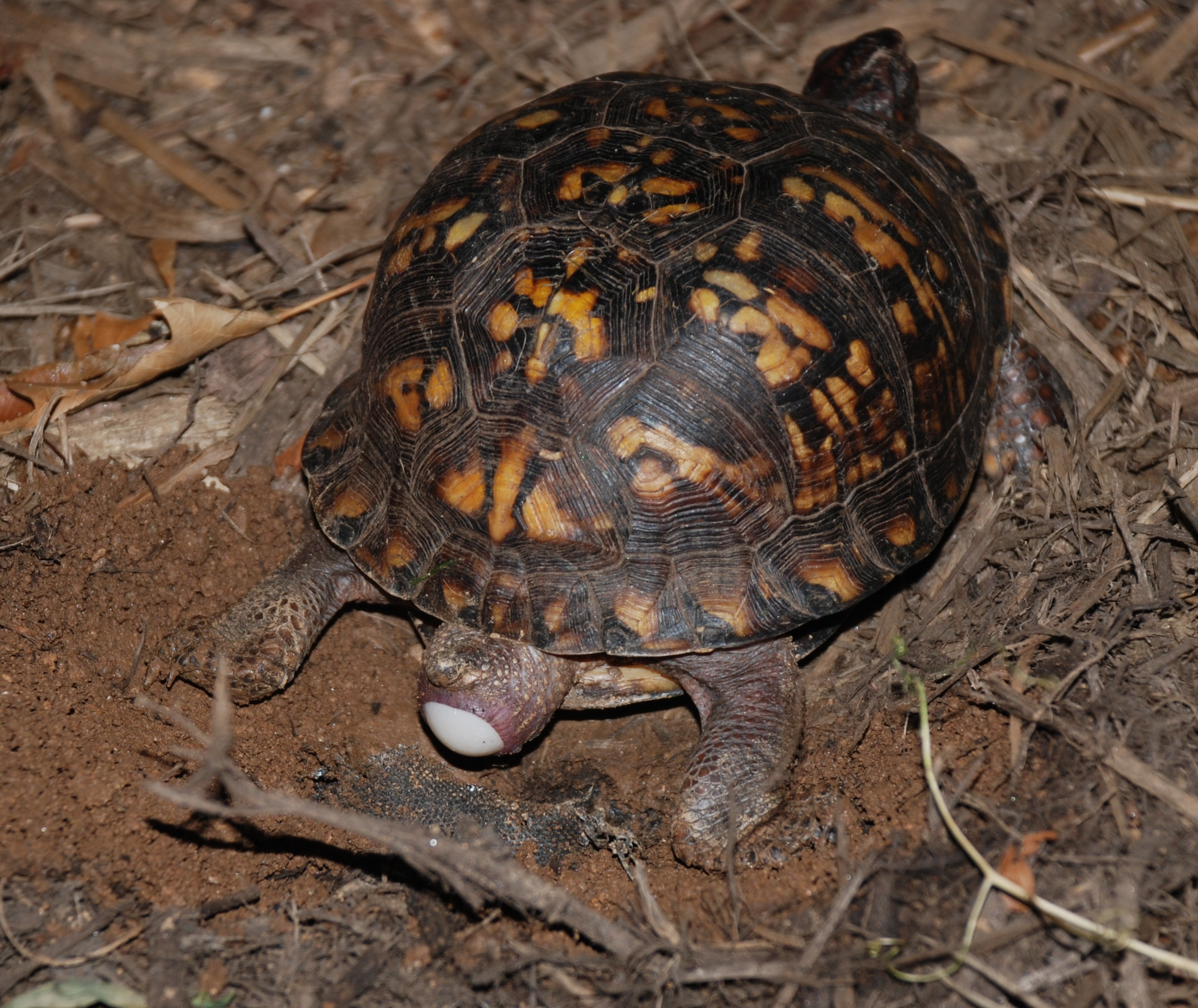
產卵

卡羅萊納箱龜主要生活在陸地上，晝出夜伏，雨後也較容易尋到其蹤跡。它們是雜食動物，會在枯葉、原木以及一些哺乳動物的巢穴附近覓食，有時甚至會吃動物腐尸。
在溫暖的夏季，卡羅萊納箱龜會出現在沼澤地帶邊緣，其原因可能是爲了避暑降溫。當體溫過高（大約超過32°C）時，會分泌出唾液塗抹在肢體及頭部，通過蒸發作用來降溫。對於無法觸及的後肢，它們會通過小便來達到相同的目的。
卡羅萊納箱龜的繁殖季節是春季。在交配之後，精子可以在雌龜體內存留四年之久，因此並不需要每年都交尾。
在五月、六月或七月間，雌龜會在瓶行的坑洞中產下1至11枚卵。經過70至80天孵化，幼龜就可以破殼而出。在北部地區，十月至十一月間卡羅萊納箱龜會進入冬眠期，地點則一般選在沙、泥底的溪流和池塘底部。這種龜尤其長壽，曾有活到138歲的記錄。

## 與人類的關係

### 保護
儘管卡羅萊納箱龜分佈廣泛，但是由於各種人類會動的威脅，其數量正在不斷下降。農業化及都市化破壞了他們的棲息地，經常有卡羅萊納箱龜被發現碾死在高速公路上，國際寵物貿易也造成了一定影響。同時其生活習性（漫長的生命及低生育率）使得其特別容易受到威脅。現卡羅萊納箱龜已是IUCN紅色名錄易危物種。在瀕臨絕種野生動植物國際貿易公約中，它也被列在附錄二中，這意味著“需要管制交易情況以避免影響到其存續的物種”。除此之外，美國的一些州已經控制或禁止了攜帶這種龜入境。
在墨西哥，其情況也不容樂觀。

### 州爬行動物
卡羅萊納箱龜是美國三個州的州爬行動物。其中北卡羅來納州和田納西州選擇的是東部箱龜，而密蘇裡州則是三趾箱龜。
2009年，在賓夕法尼亞州，東部箱龜一度幾乎已被批准成為州爬行動物，但是最終卻未能通過。佛吉尼亞州在1999年和2009年兩度提出提案，但都沒有通過。